# Daughters (gruppo musicale)
I Daughters sono un gruppo musicale noise rock statunitense, formatosi nel 2002 a Providence, Rhode Island.

## Storia del gruppo

### Dagli esordi a Canada Songs (2002-2003)
Prima di formare i Daughters, il cantante Alexis S. F. Marshall, il chitarrista Jeremy Wabiszczewicz e il batterista Jon Syverson suonavano insieme nella band grindcore As the Sun Sets. Nel 2002  l'etichetta discografica City of Hell Records pubblicò il suo primo EP, della band:Daughters. Il 29 luglio 2003 uscì il primo album, Canada Songs, questa volta distribuito da Robotic Empire.

## Formazione

### Formazione attuale
- Alexis S.F. Marshall – voce (2002–2009, 2013–presente)
- Nicholas Andrew Sadler – chitarra (2002–2003, 2004–2009, 2013–presente)
- Jon Syverson – batteria (2002–2009, 2013–presente)
- Samuel Walker – basso (2004–2009, 2013–presente)

### Ex componenti
- Jeremy Wabiszczewicz – chitarra (2002–2003)
- Pat Masterson – basso (2002–2004)
- Perri Peete – chitarra (2003–2004)
- Brent Frattini – chitarra (2003–2007)

## Discografia

### Album in studio
- 2003 - Canada Songs
- 2006 - Hell Songs
- 2010 - Daughters
- 2018 - You Won't Get What You Want

### Singoli
- 2010 - The First Supper
- 2018 - Satan in the Wait
- 2018 - The Reason They Hate Me
- 2018 - Long Road, No Turns
- 2020 - What's Inside a Girl